# Illice plumbea
Illice plumbea är en fjärilsart som beskrevs av Richard Harper Stretch 1885. Illice plumbea ingår i släktet Illice och familjen björnspinnare. Inga underarter finns listade i Catalogue of Life.